# Hyundai Lafesta
Hyundai Lafesta (кит. упр. 现代菲斯塔, пиньинь Xiàndài Fēisītǎ) — автомобиль среднего класса по европейской классификации южнокорейской компании Hyundai Motors. Производится с октября 2018 года. Цена варьируется от 119800 до 145800 юаней.
В иерархии автомобиль занимает промежуток между Hyundai Sonata и Hyundai Elantra.
С декабря 2019 года производится также электромобиль Hyundai Lafesta EV с аккумуляторами CATL. С точки зрения NEDC, пробег составляет 490 км. Также существует спортивный автомобиль Hyundai Lafesta N Line.

## Галерея

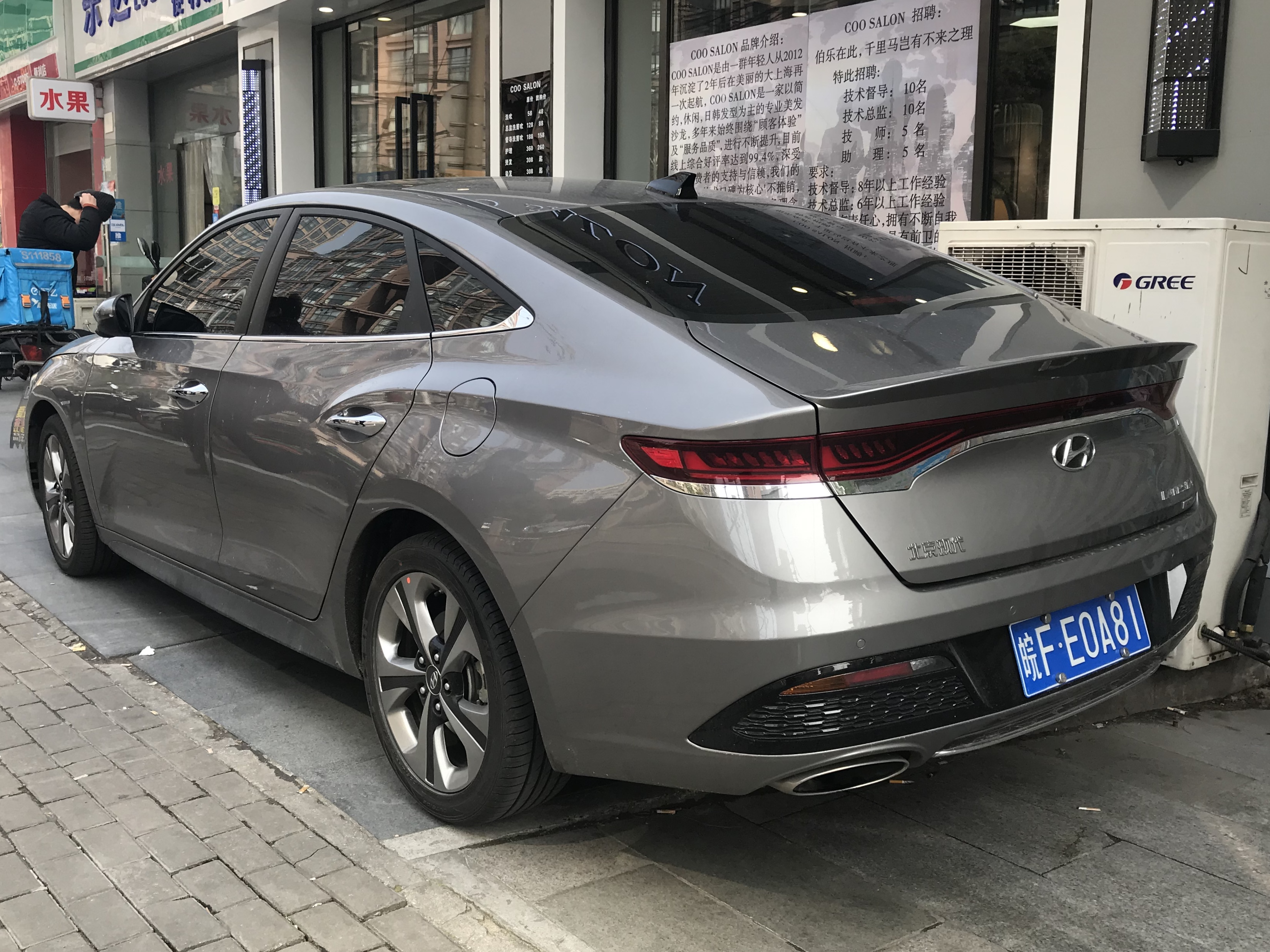
Hyundai Lafesta
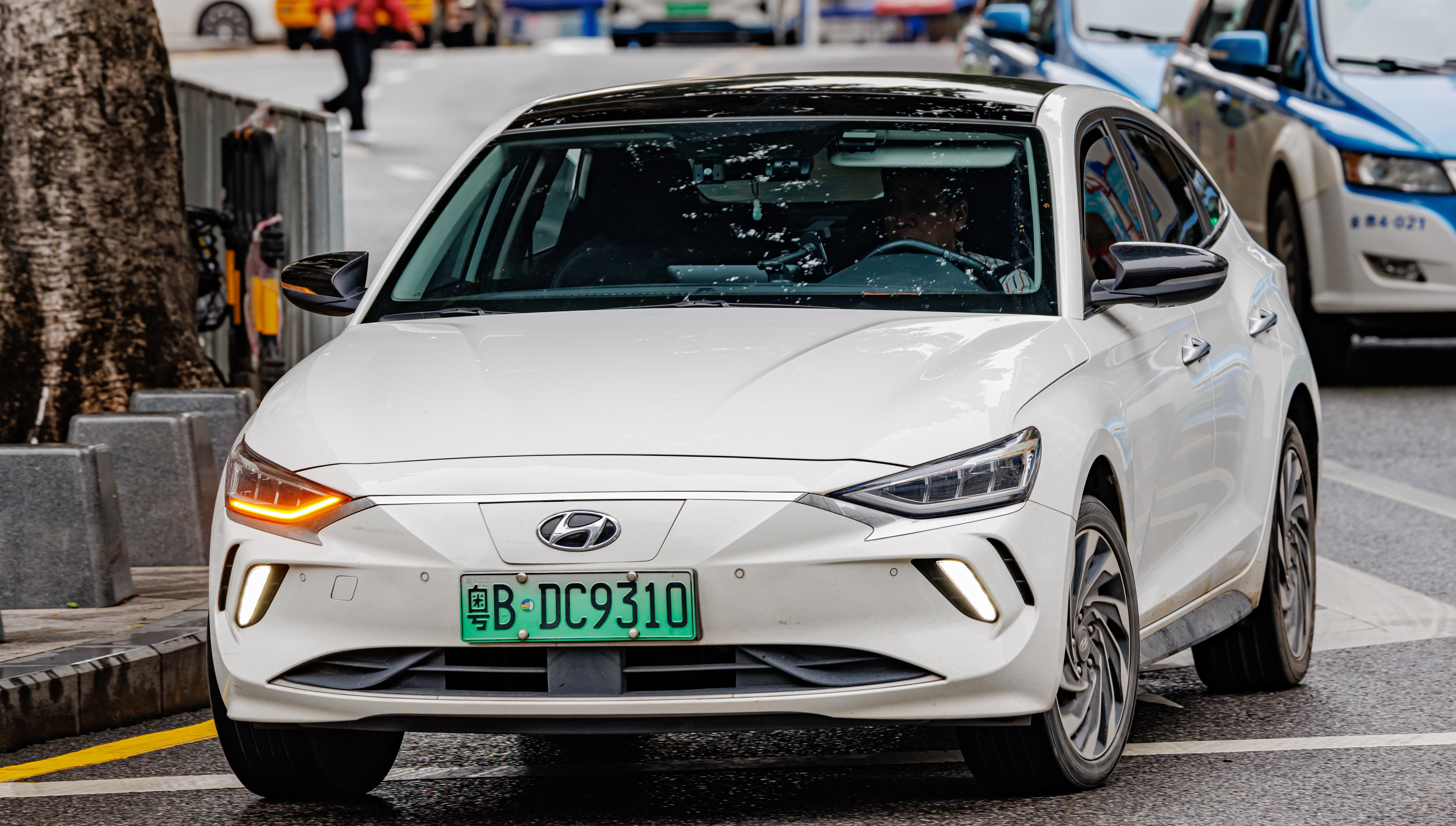
Hyundai Lafesta EV
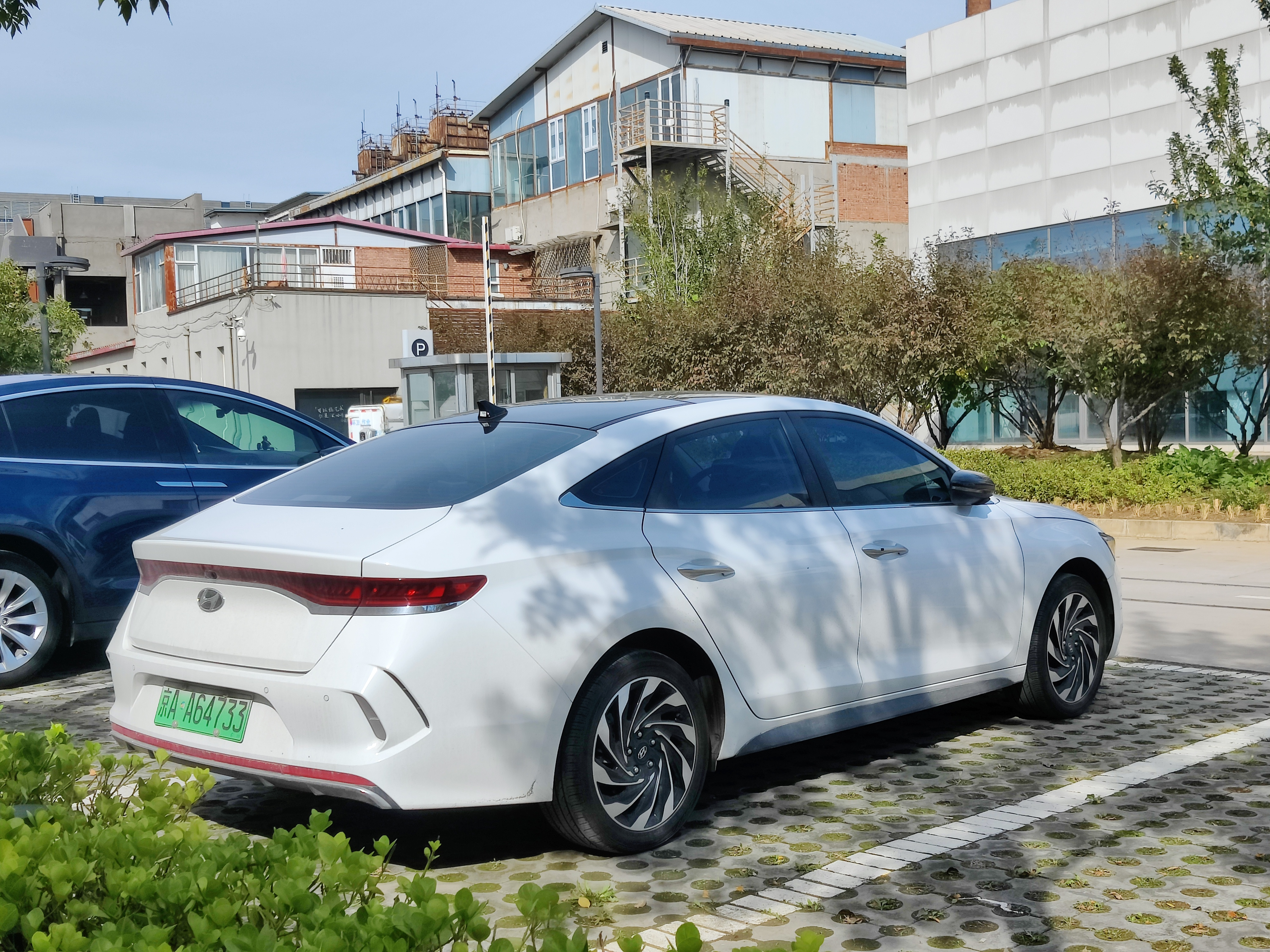
Hyundai Lafesta EV

## Двигатели
| Модель                                    | Годы производства                         | Объём                                     | Трансмиссия                               | Мощность                                  | Крутящий момент                           | Максимальная скорость                     |
| Бензиновые двигатели внутреннего сгорания | Бензиновые двигатели внутреннего сгорания | Бензиновые двигатели внутреннего сгорания | Бензиновые двигатели внутреннего сгорания | Бензиновые двигатели внутреннего сгорания | Бензиновые двигатели внутреннего сгорания | Бензиновые двигатели внутреннего сгорания |
| ----------------------------------------- | ----------------------------------------- | ----------------------------------------- | ----------------------------------------- | ----------------------------------------- | ----------------------------------------- | ----------------------------------------- |
| 1.4 Kappa II T-GDi                        | 2018—2020                                 | 1353 см3                                  | 7-скор. DCT                               | 138 л. с. при 6000 об/мин                 | 242 Н*м при 1500—3200 об/мин              | 203 км/ч                                  |
| 1.6 Gamma II T-GDi                        | С 2018                                    | 1591 см3                                  | 7-скор. DCT                               | 187 л. с. при 6000 об/мин                 | 265 Н*м при 1500—4500 об/мин              | 218 км/ч                                  |
| 1.6 Gamma II T-GDi                        | С 2018                                    | 1591 см3                                  | 7-скор. DCT                               | 201 л. с. при 6000 об/мин                 | 265 Н*м при 1500—4500 об/мин              | 220 км/ч                                  |
| Электродвигатели                          |                                           |                                           |                                           |                                           |                                           |                                           |
| Электродвигатель                          | С 2019                                    |                                           | CVT                                       | 181 л. с. при 14000 об/мин                | 310 Н*м                                   | 165 км/ч                                  |